# Kanón

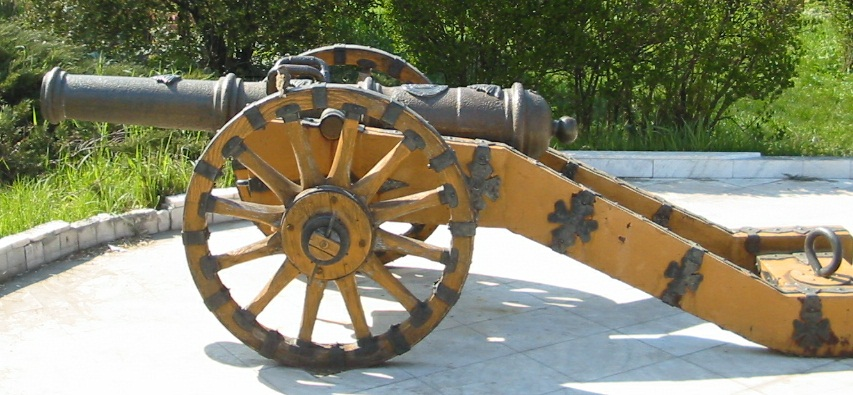
Historický kanón v Bukurešti

Kanón (z italského canna (roura) ) je dělo určené k přímé palbě. Používá se k ničení odolných pohyblivých cílů. Kanón se vyznačuje dlouhou hlavní (27 až 80 násobek její ráže, výjimečně i více) a tím pádem vysokou počáteční rychlostí střely (700–1500 m/s). Také tlaky uvnitř hlavně jsou vysoké, a proto jsou kanóny při stejné ráži masivnější než houfnice.
Historické kanóny měly hladký vývrt hlavně a nabíjely se jejím ústím. Současné kanóny jsou vybaveny závěrovým mechanismem, který umožňuje hlaveň zezadu otevřít, vložit nový náboj a zase hlaveň bezpečně uzavřít. Vývrty současných kanónů jsou opatřeny drážkami stočenými do závitu (drážkovaný vývrt hlavně), které mají za úkol střelu roztočit kolem její osy a tím jí zajistit stabilitu při dalším letu. Výjimku představují moderní tankové kanóny, které jsou opatřeny hladkým vývrtem a používají střely stabilizované křidélky v jejich zadní části.

## Historie
Do historických kanónů se samostatně nasypal střelný prach (později se vkládaly papírové či látkové pytlíky naplněné prachem) a poté vsunula střela. U současných kanónů menších ráží se používají jednotné náboje, tj. nábojnice s nasypaným prachem a vsazenou střelou a zápalkou. U kanónů větších ráží se používá dělené střelivo – samostatně se vloží střela a poté polospalitelná nábojnice nebo pouze výmetná slož ve tvaru válců – obvykle z lisované nitrocelulózy.

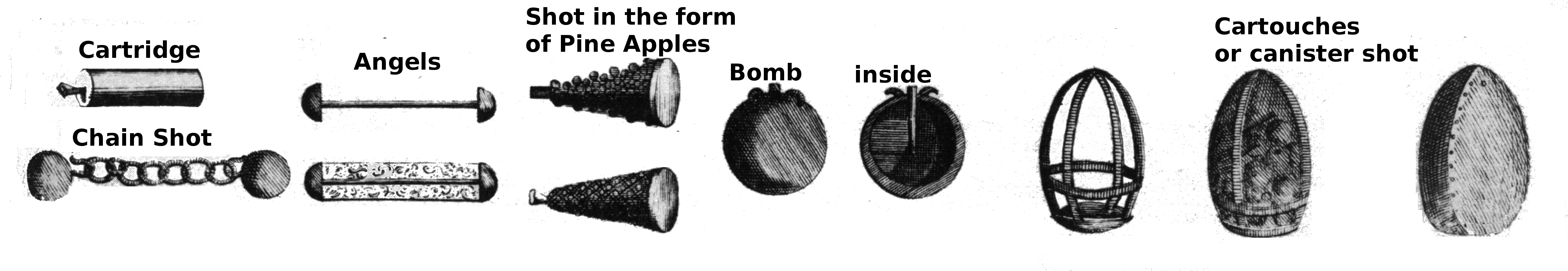
Kanónové střely z 18. století

## Tankový kanón

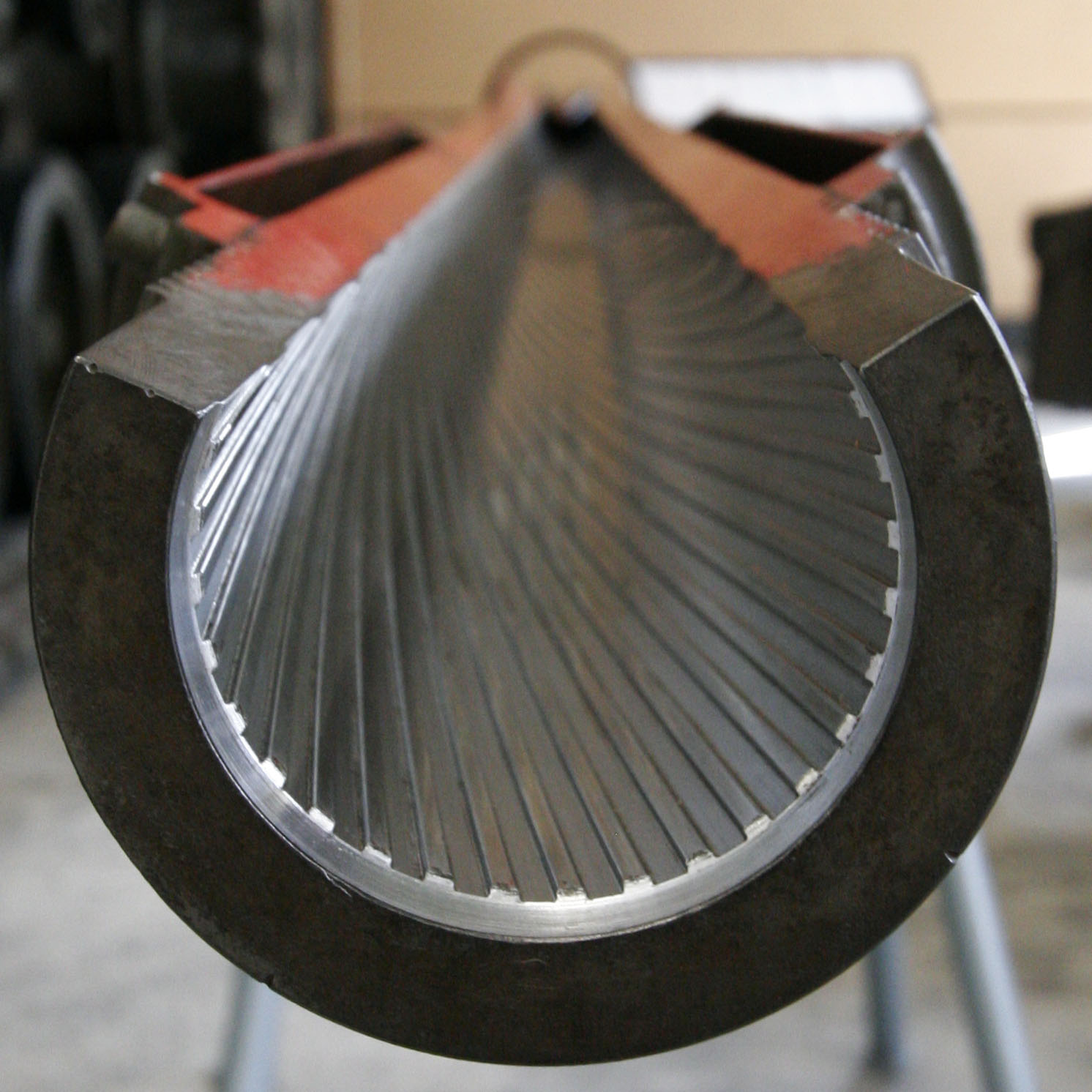
Řez 105mm tankovým kanónem s drážkovaným vývrtem

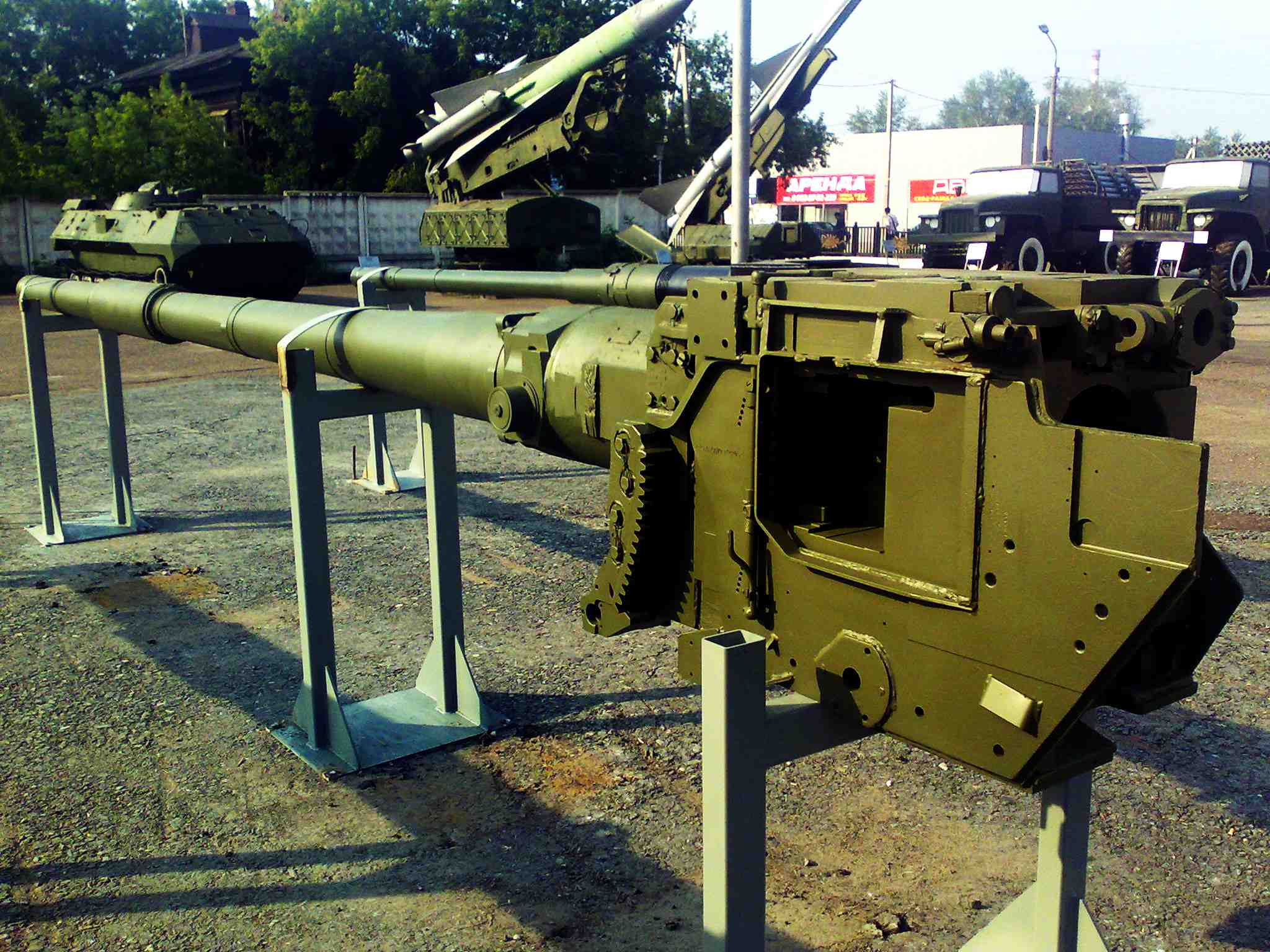
Vymontovaný ruský tankový kanón 2A46M1

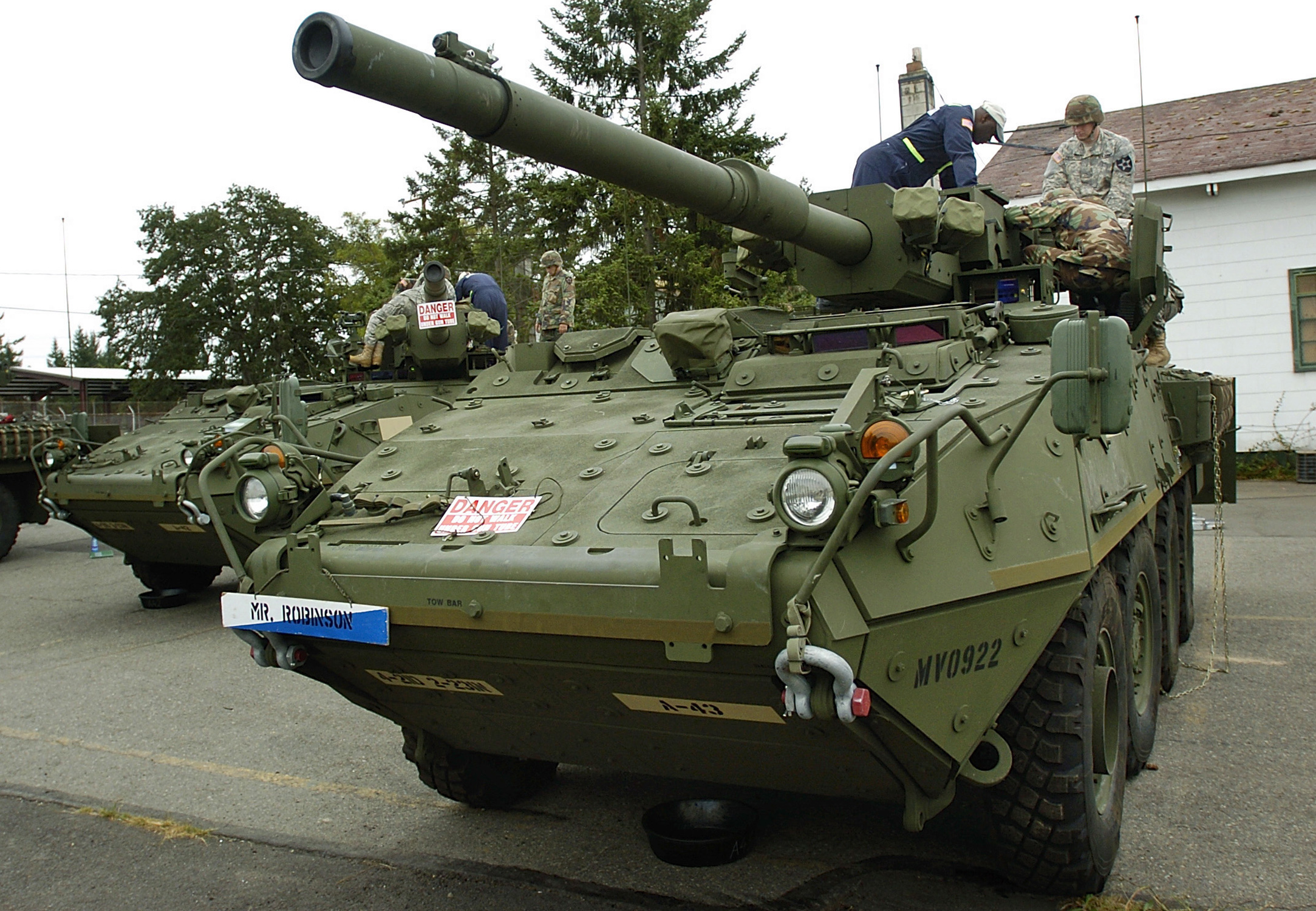
Americké vozidlo palebné podpory Stryker M1128 MGS se 105mm kanónem

Tankový kanón je hlavní zbraní tanku. Do této kategorie ovšem patří i kanóny montované do střeleckých věží, které se osazují na mnohem lehčí obrněná vozidla. Takováto vozidla jsou nejčastěji označována jako stíhače tanků nebo vozidla palebné podpory. Jinou kategorií jsou vozidla hloubkového průzkumu, u kterých je tankový kanón určen jen pro vlastní obranu. Tankový kanón lze také osadit na kolovou lafetu, potom jej nazýváme taženým protitankovým kanónem a jím vyzbrojený vojenský útvar protitankovým dělostřelectvem. Po druhé světové válce se vývoji tažených protitankových kanónů věnoval více jen Sovětský svaz, v armádách ostatních států protitankové kanóny nahradily protitankové řízené střely.
Ve druhé světové válce měl největší tankový kanón ráži 12,8 cm (stíhač tanků Jagdtiger), nejmodernější tanky „západní“ konstrukce používají kanóny ráže 120 mm, tanky ruského původu 125 mm. Existují i projekty a prototypy tankových kanónů větších ráží. Zatímco tank dokáží vyvinout a vyrábět i méně vyspělé státy (pro které je to hlavně otázka prestiže a kvalita těchto vozidel nedosahuje "západních" standardů), vyvinout a vyrábět tankový kanón dokáže skutečně jen hrstka států. Nejrozšířenější moderní konstrukci představuje německý Rheinmetall Rh 120, který se v licenci vyrábí i v USA pro tanky M1 Abrams. Jak bylo uvedeno výše, moderní tankové kanóny mají hladký vývrt. Výjimkou je kanón britského tanku Challenger 2 – zřejmě z důvodu dobrých zkušeností Britů s tankovou municí kategorie APDS a HESH (už ale existují projekty náhrady tohoto drážkovaného kanónu kanónem s hladkým vývrtem). Z kanónů sovětských a ruských tanků od typu T-72 se mohou také odpalovat protitankové řízené střely, tuto možnost ovšem mají pouze tanky ruské armády, modely určené na vývoz tuto možnost postrádají.
Součástí vozidla s tankovým kanónem může být automatické nabíjecí zařízení, jedná se ale o zařízení s vlastním pohonem nezávislé na funkci kanónu, proto takovýto kanón nelze označit jako automatický.

## Lodní kanón
Lodní kanón je univerzálním dělem. Používá se jak k přímé střelbě na lodě či objekty na pobřeží, ve spolupráci s moderními systémy řízení palby i proti letadlům a řízeným protilodním střelám, tak k nepřímé střelbě na cíle ve vnitrozemí. Lodní děla mohou být montována v uzavřené věži, která je u moderních lodí umístěna nejčastěji na přídi lodě. Větší třídy lodí mívají i druhou věž na zádi. Veškerá moderní lodní děla jsou vybavena automatickým nabíjecím zařízením. Bitevní lodě z éry druhé světové války nesly děla skutečně obřích ráží. Např. japonské bitevní lodě Jamato a Musaši měly jako hlavní výzbroj devět kanónů ráže 460 mm, americká třída Iowa byla mj. osazena devíti kanóny ráže 406 mm (lodě této třídy byly naposledy nasazeny při první válce v Zálivu). Obvyklé ráže kanónů dnešních lodí jsou do 127 mm. Nejrozšířenější typ je zřejmě italský 76mm kanón OTO Melara Compact. I když je v současnosti ve výzbroji lodí velké spektrum řízených střel proti všem možným cílům, lodní kanón má stále své uplatnění – v některých případech je použití řízené střely vyloženým plýtváním peněz a pokud neprobíhá válka, je nutno před zničením cíle provést varovný výstřel, k čemuž je kanón nejvhodnější.

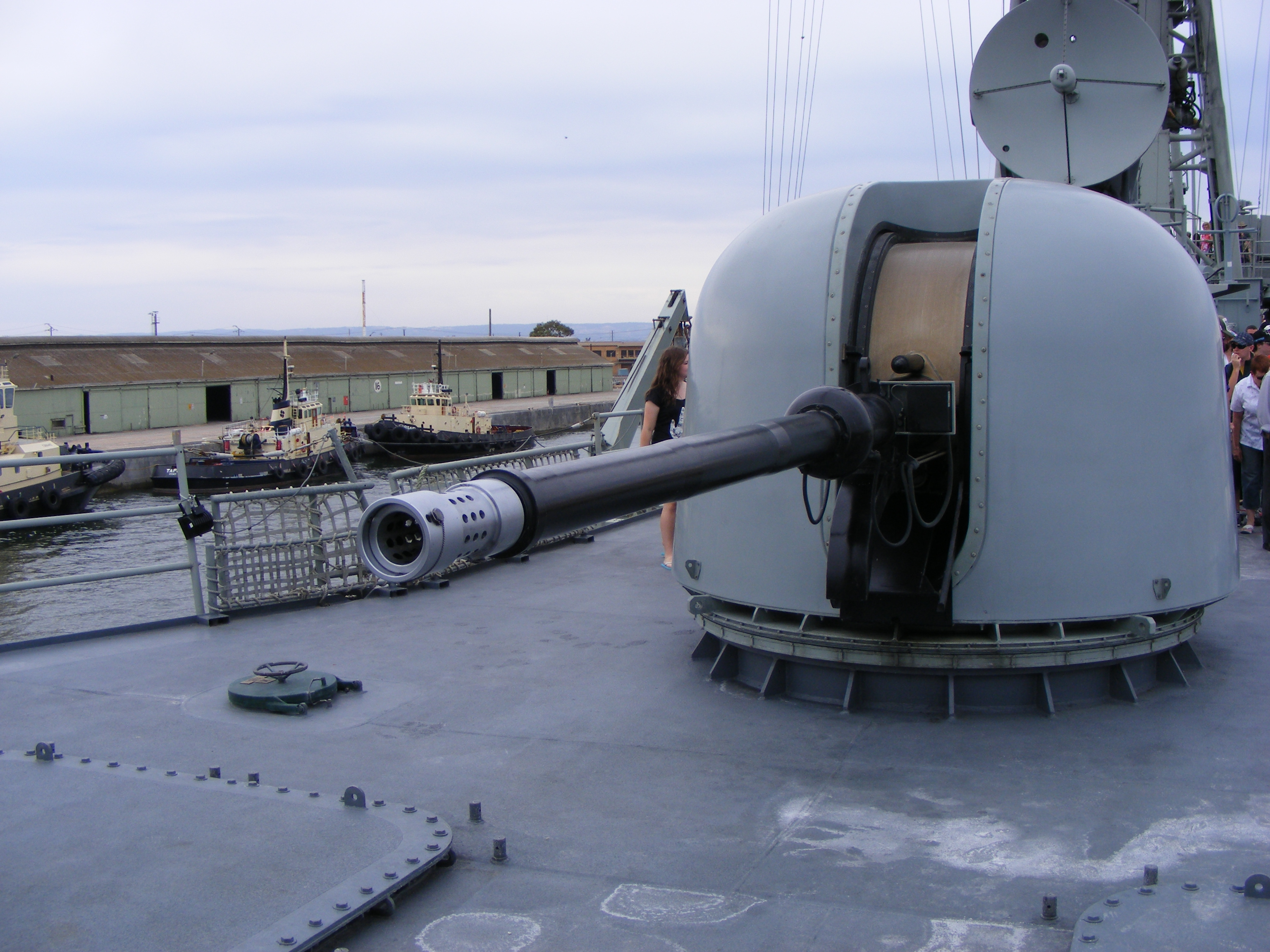
76mm lodní kanón OTO Melara Compact
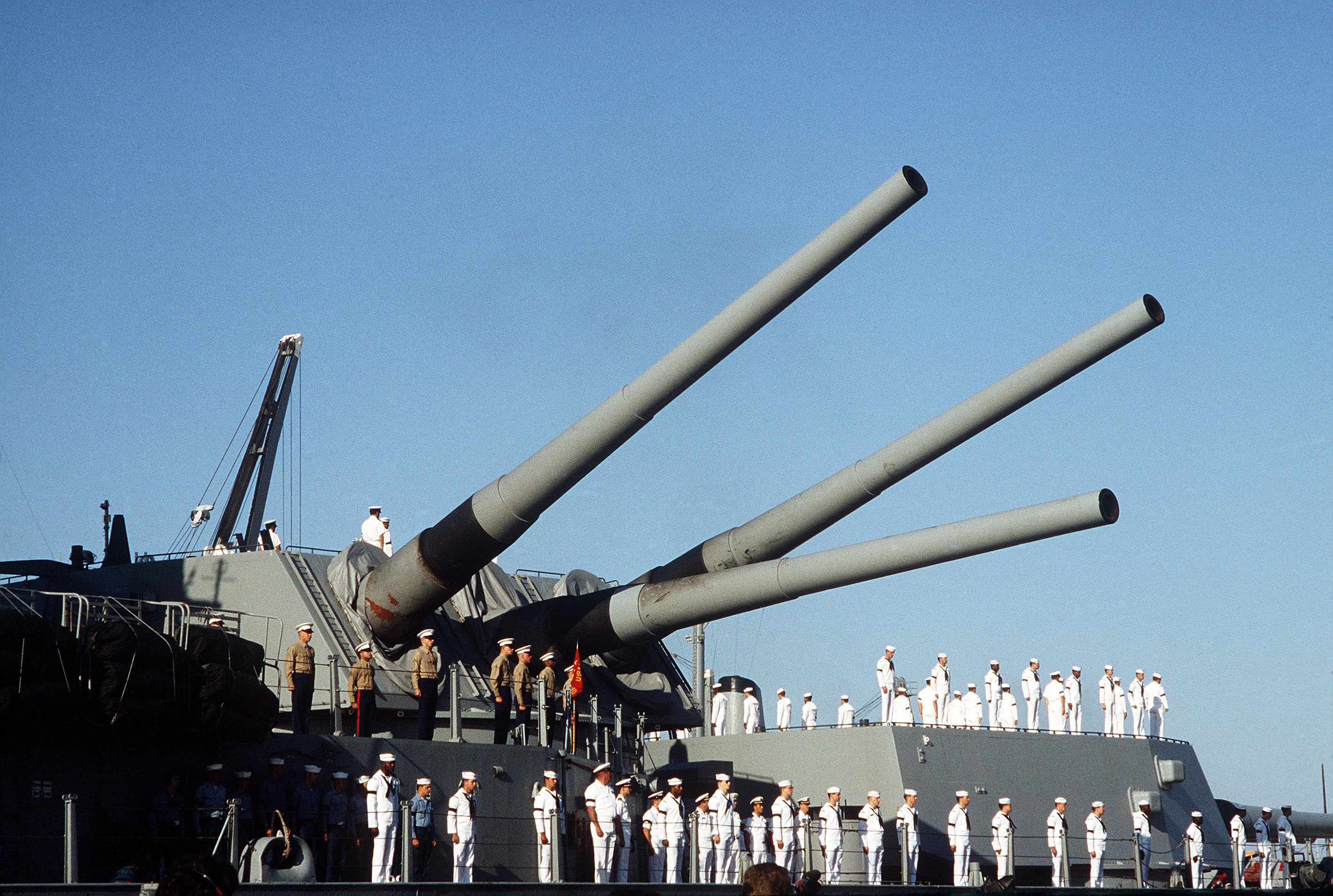
406 mm kanóny bitevní lodě Iowa
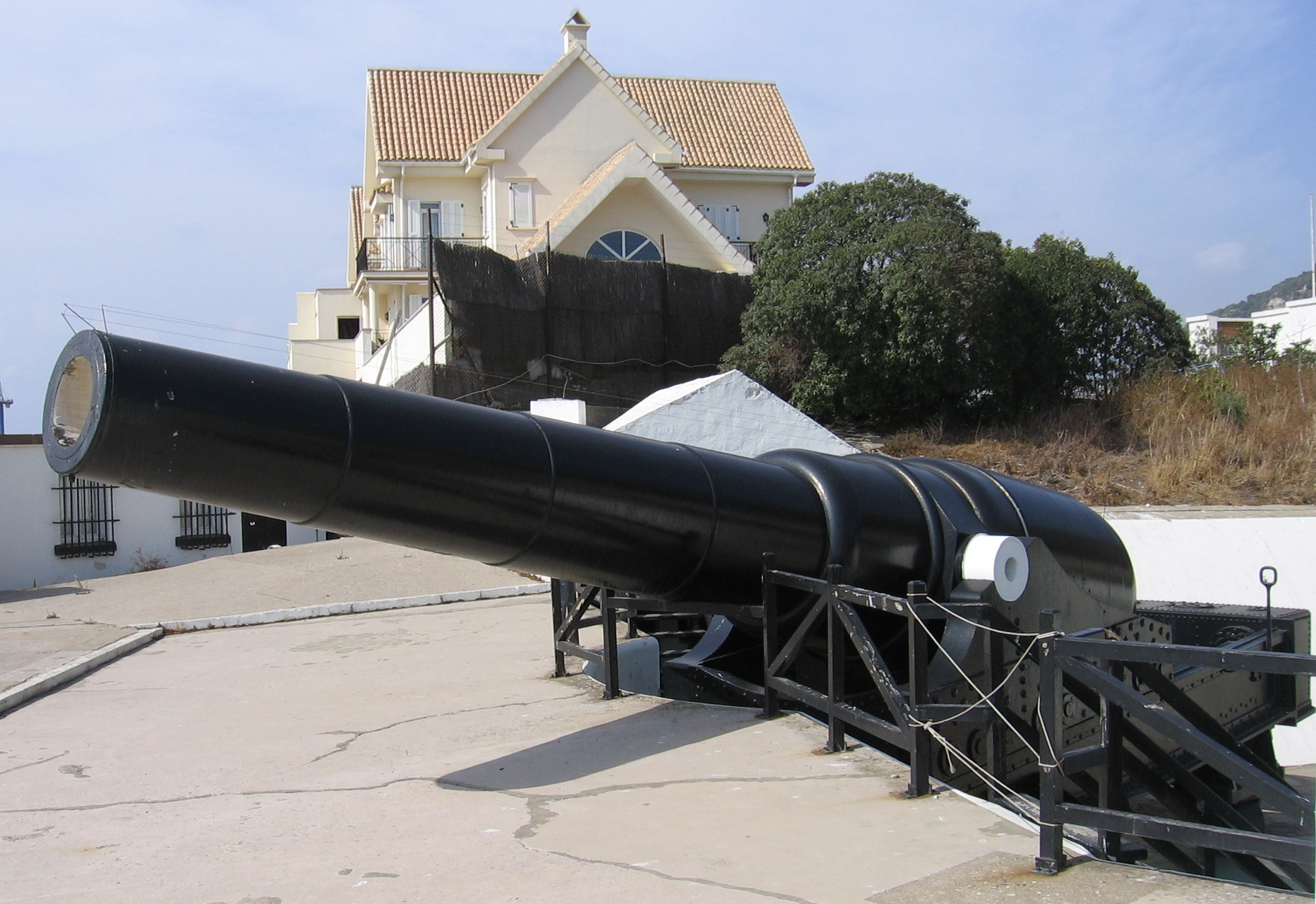
Dělo ráže 450 mm na Gibraltaru. Tato děla sloužila také na italských bitevních lodích Caio Duilio a Enrico Dandolo.

## Automatický kanón

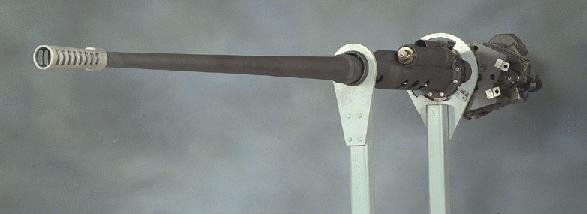
Automatický kanón M242 Bushmaster, výzbroj např. bojového vozidla pěchoty M2 Bradley

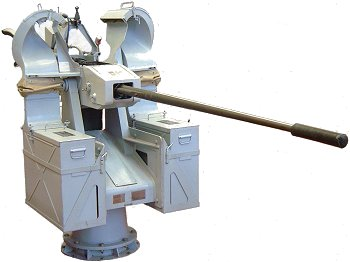
20mm automatický kanón GIAT F2 na lodní lafetě

Automatický kanón je druh automatické zbraně, která dokáže díky své automatické funkci střílet různě vysokou kadencí, podle typu konstrukce od desítek výstřelů za minutu (revolvingový systém) až po několik tisíc výstřelů za minutu (systémy se svazkem rotujících hlavní). Od kulometu se odlišuje především větší ráží (20–40mm) a možností střílet výbušné střely. Jako hlavní zbraň se automatický kanón uplatňuje ve výzbroji letadel – letecký kanón, lehčí obrněné techniky (např. bojové vozidlo pěchoty,obrněný transportér, průzkumná vozidla), rychlých člunů a jako protiletadlová zbraň – protiletadlový kanón. Jako doplňková zbraň je hlavně montován na plavidla všech velikostí (dříve i obrněných vlaků), ale objevil se i v tancích – exportní francouzské tanky AMX 32 a AMX 40 měly automatický kanón místo spřaženého kulometu a slovenský tank T-72M2 Moderna jej má umístěn na střeše věže místo protiletadlového kulometu. U ruského bojového vozidla pěchoty BMP-3 je automatický kanón spřažený s hlavním kanónem ráže 100 mm.

## Protiletadlový kanón

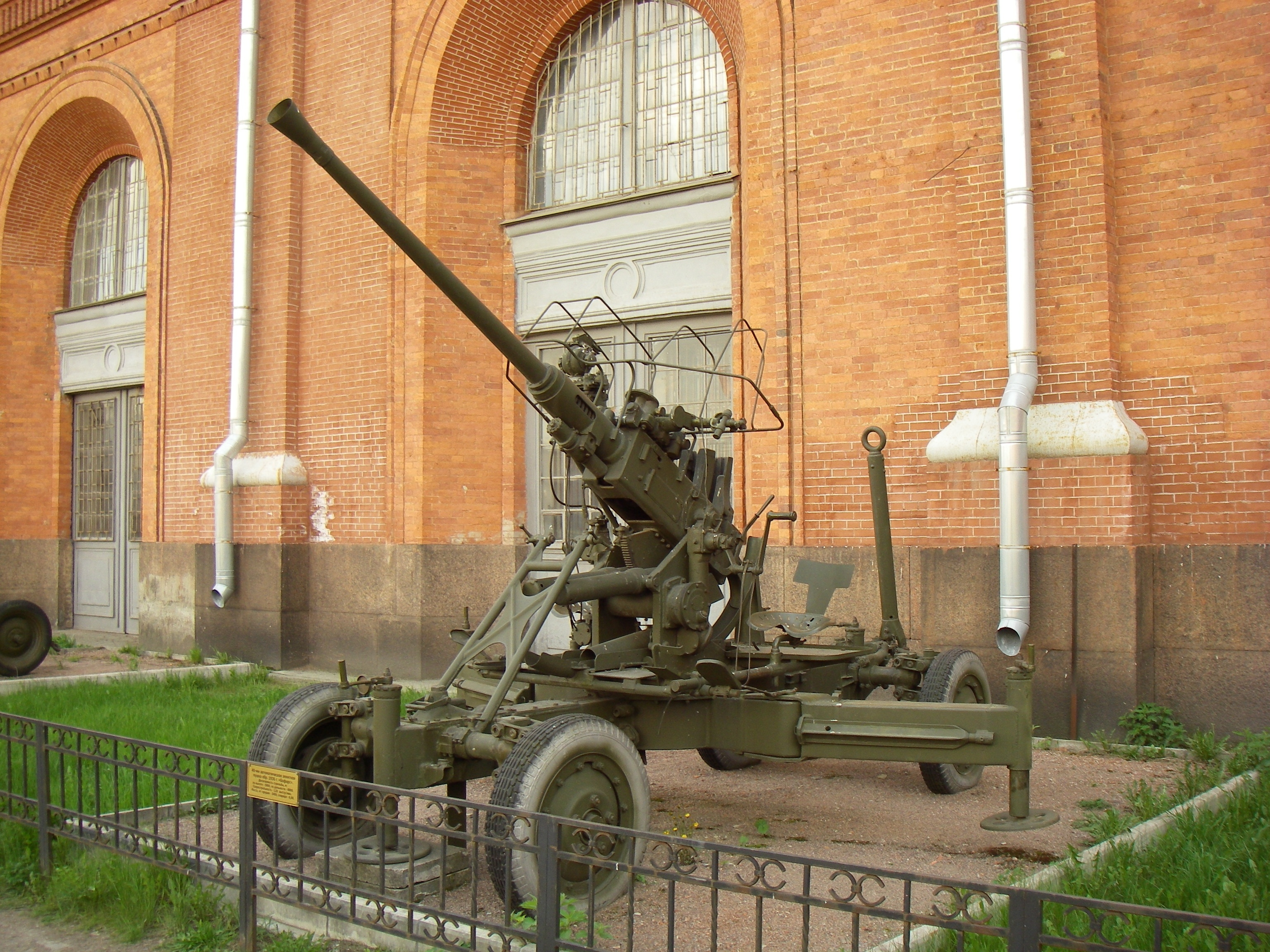
40mm tažený protiletadlový kanón Bofors

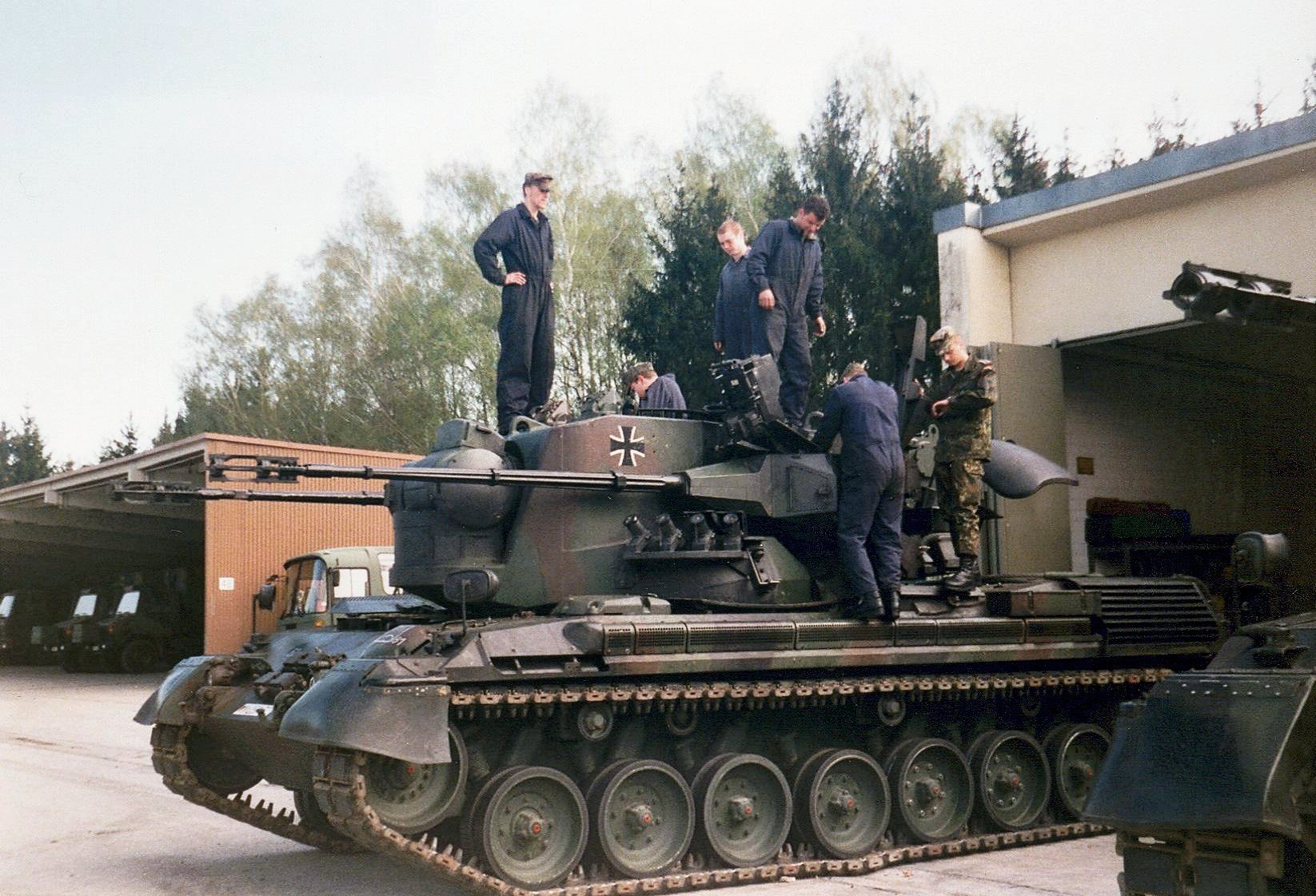
Samohybný protiletadlový systém Gepard

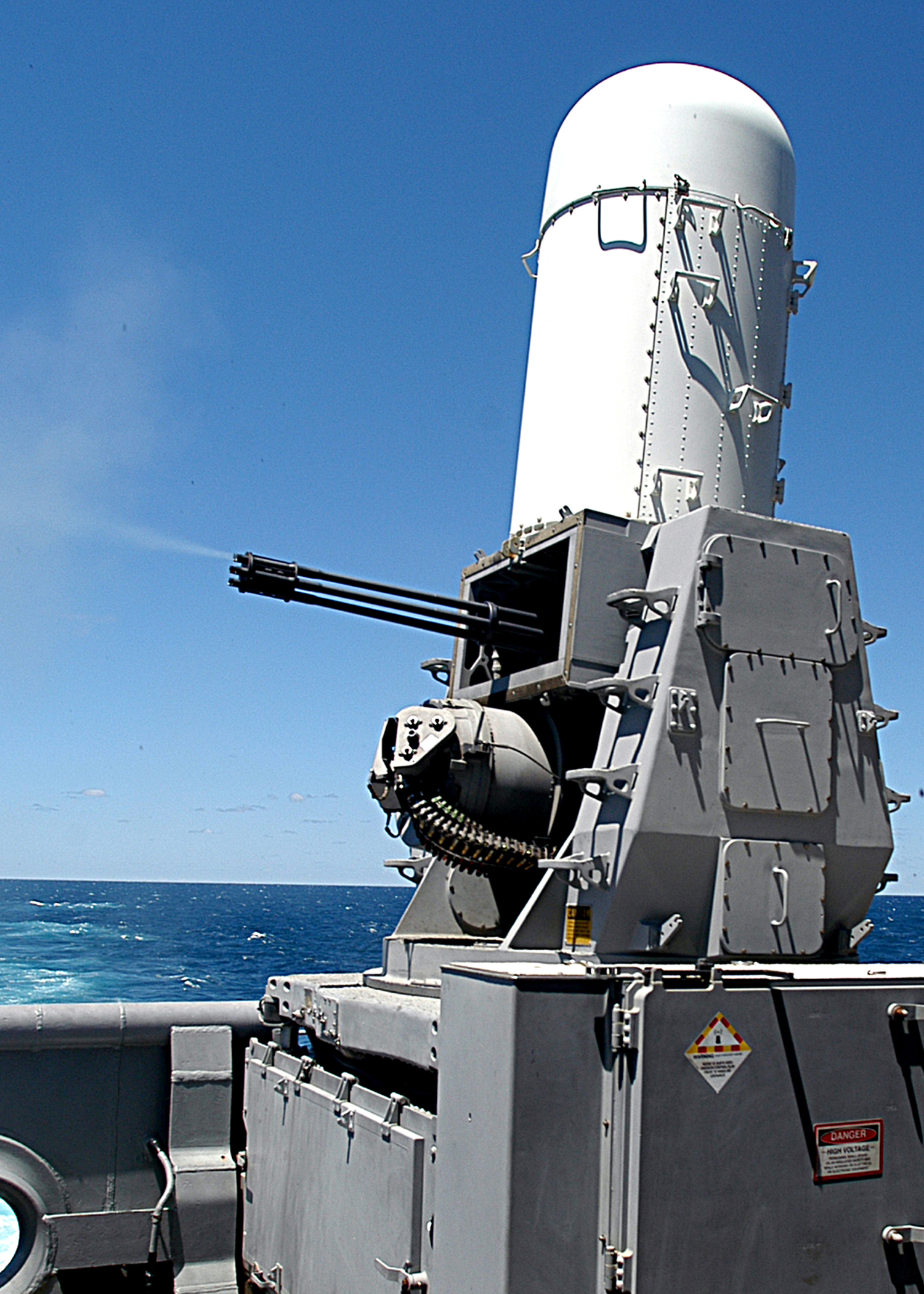
Lodní systém blízké obrany Phalanx

Protiletadlový kanón (dále jen PL kanón) je určen ke střelbě proti letadlům a řízeným střelám, dá se však využít i ke střelbě na pozemní a hladinové cíle (hlavně při sebeobraně). Ještě po druhé světové válce bylo vyvinuto několik velkorážných PL kanónů, určených ke střelbě na vysoko letící letadla. Konstrukce samotného kanónu se moc nelišila od konstrukce polního kanónu (protitankového). Došlo k prodloužení hlavně k zajištění maximální úsťové rychlosti. Ložiště a lafeta byla přizpůsobena, protože bylo zapotřebí zajistit velký náměr a celokruhový odměr hlavně. Některé lafetáže byly motorizované. Známý je německý poloautomatický systém spřažených 88 mm děl – o FLAKu 88mm kanón Flak (Fliegerabwehrkanone 18/36/37/41) snad slyšel každý. S přibýváním rychlých proudových letounů bylo postupně velkorážové PL dělostřelectvo nahrazeno protiletadlovými řízenými střelami. V současnosti zůstávají ve výzbroji pouze automatické PL kanóny, které se využívají k blízké obraně před letadly či raketami, které se nepodařilo zneškodnit řízenými střelami. Jelikož je téměř nemožné trefit takovýto cíl přesným zásahem, je úkolem automatického PL kanónu a jeho automatického systému řízení dopravit do prostoru cíle takové množství projektilů, které by vyloučilo průlet cíle bez jeho poškození či zničení. PL automatický kanón může být k tomuto účelu kompletně zkonstruován, nebo se k tomuto účelu může upravit letecký kanón. K nejznámějším výrobcům protiletadlových kanónů se řadí švýcarská společnost Oerlikon Contraves, která se stala akvizicí německé firmy Rheinmetall.
PL kanón může být určen k ochraně útočných svazů pozemní armády, v tom případě je umístěn na obrněném vozidle (nejčastěji pásovém) a je vybaven vlastními radary – přehledovým a střeleckým. Potom jej nazýváme samohybným protiletadlovým systémem (např. německý typ Gepard nebo ruský ZSU-23-4 Šilka). Pokud je určen k ochraně polních postavení armády či jiných důležitých cílů, bývá umístěn na jednoduché tažené lafetě či přepravním kontejneru. Tyto kanóny jsou v počtu několika kusů (záleží na velikosti chráněného území) propojeny s řídícím střediskem, které vyhodnocuje údaje z přehledového radaru a jednotlivé kanóny dle potřeby aktivuje. Vojenské lodě se osazují tzv. zbraňovými systémy blízké obrany (Close-In Weapon System – CIWS), což je lafeta osazená nejčastěji rotačním kanónem a většinou také střeleckým radarem. K vyhledávání cílů slouží lodní přehledový radar. Nejrozšířenější typ této kategorie je americký Phalanx CIWS. Ten se dokonce vyrábí i v tažené pozemní verzi, která se používá pro ochranu vojenských základen před minometnou a dělostřeleckou palbou, s kterou se potýkala vojska nasazená v Iráku a Afghánistánu.
PL kanón může být také umístěn na podvozku či lafetě společně s protiletadlovými raketami a potom se tento prostředek nazývá Hybridní protiletadlový systém. Největším výrobcem hybridních systémů (jak pozemních, tak námořních) je Rusko. Jejich samohybný systém 2S6 Tunguska chtěla dokonce zakoupit americká armáda.[zdroj?]

## Letecký kanón

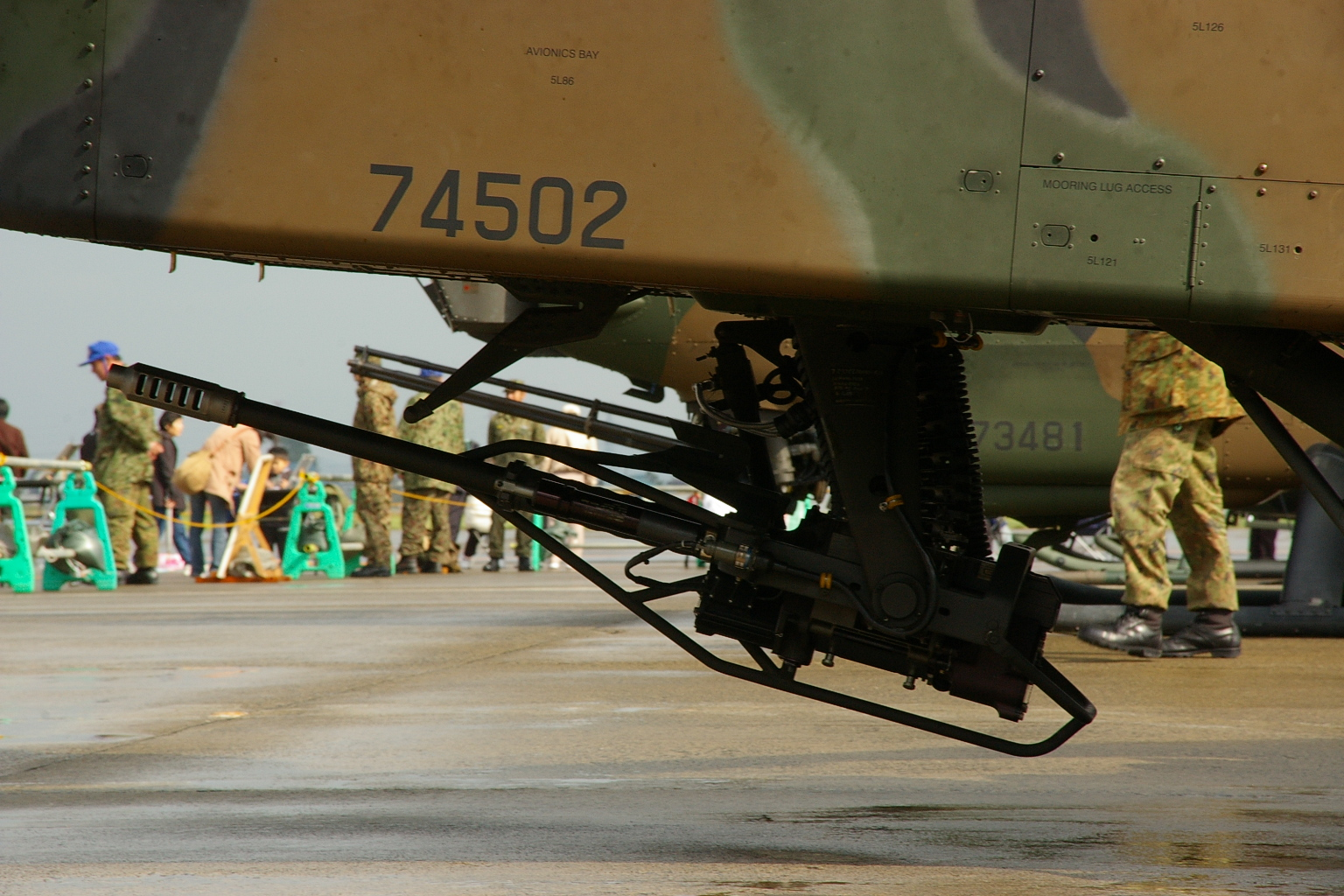
Americký 30mm letecký kanón M230 pod přídí vrtulníku AH-64

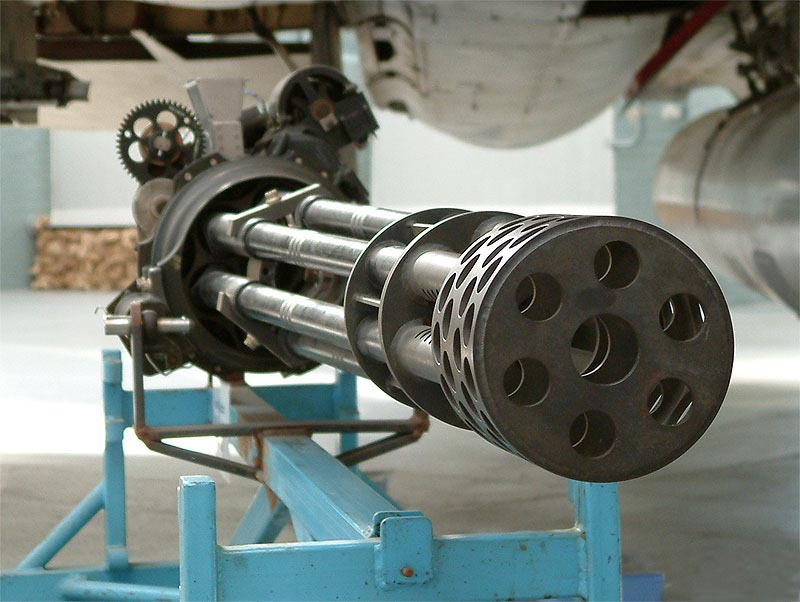
Americký rotační letecký kanón M61 Vulcan

Letecké kanóny jsou bez výjimky automatické konstrukce. Ve výzbroji letounů a vrtulníků téměř úplně nahradily méně účinné kulomety. Používají se jak při vzdušných soubojích, tak k útokům na pozemní cíle. V případě stíhacího či úderného letounu je kanón vestavěn do trupu letounu (dříve i do jeho křídel) nebo může být umístěn v kontejneru, který se zavěšuje pod trup či křídla. U strategických bombardérů jsou kanóny umístěné do bezosádkové střelecké věžičky, která se nachází na ocase bombardéru a slouží pouze k sebeobraně. U bitevních vrtulníků je kanón umístěn ve střelecké věžičce na přídi, která je elektronicky propojena s přilbou střelce – operátora – kam se střelec dívá, tam kanón míří. Výjimku tvoří ruské (sovětské) typy Kamov Ka-50 a Mil Mi 24VP, které mají kanón nainstalován na pravém boku. Bitevní i dopravní vrtulníky mohou nést na bočních pylonech („zakrslých“ křídlech) též kontejnery s leteckými kanóny.
Letecké kanóny se pro zvýšení kadence často konstruují jako dvouhlavňové (např. český ZPL-20 Plamen pro letoun L-159 ALCA), na revolverovém principu (německý Mauser BK-27, výzbroj např. letounu JAS-39 Gripen) či jako rotační – tzv. systém gatling (nejvýkonnějším typem je americký GAU-8 Avenger, výzbroj letounu A-10 Thunderbolt II).

## Bezzákluzový kanón

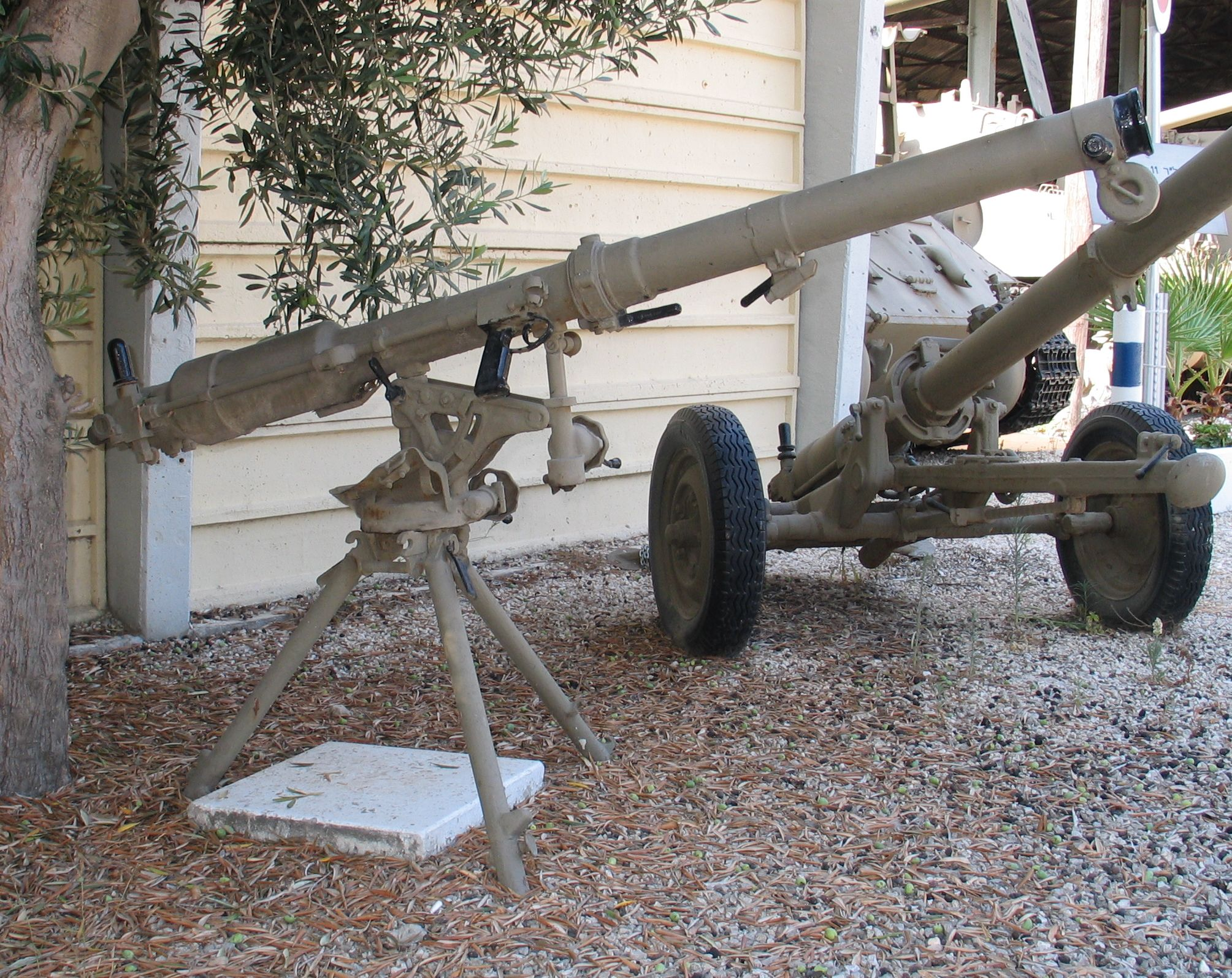
Sovětské bezzákluzové kanóny – B-10 ráže 82 mm a B-11 ráže 107 mm (v pozadí)

Jde o speciální konstrukci kanónu, u které je část spalných plynů výstřelu vyvedena přes trysku zadním koncem hlavně, a tím se eliminuje zákluz (tj. prudký zpětný pohyb) hlavně. U některých konstrukcí se využívalo i vymrštění „závaží“ (např. kovových pilin) zadním koncem hlavně. Výhoda takovéhoto kanónu je, že nepotřebuje složité a těžké brzdovratné zařízení, tedy stačí i na lehčí lafetu. Kanón nepřenáší na přepravní prostředek velké síly, a tak klesají nároky na něj, respektive na jeho zakotvení v zemi. Dost často jsou tyto kanóny vidět v televizním zpravodajství z válečných konfliktů namontované na korbě lehkých civilních automobilů typu pick-up. Nevýhodou je složitější konstrukce nábojů do těchto kanónů (nábojnice musí umožnit výtok plynů skrz své dno) a ohrožení velkého prostoru za kanónem. Z taktického pohledu je nevýhodou prachový oblak, který po odpálení označuje poměrně dlouho místo odkud zbraň střílela.

## Speciální typy kanónů
Do této skupiny lze zařadit např.:
- Krátký 165mm demoliční kanón britských ženijních tanků AVRE, určený k boření betonových bunkrů.
- Americký 152mm kanón M81 s délkou pouze 1,155m (jen 7,6 násobek ráže), kterým byly vyzbrojeny tanky M 551 Sheridan a M60A2. Z něj se daly i odpalovat protitankové řízené střely MGM-51 Shillelagh.
- Sovětský 73mm nízkotlaký kanón 2A28, výzbroj bojového vozidla pěchoty BMP-1 (v čs. armádě zavedené jako BVP-1)
- Německé železniční kanóny Gustav a Dora. Jedna z Hitlerových zázračných zbraní. Toto 290 tun vážící monstrum ráže 80 cm s délkou hlavně 32,5 metru dokázalo vystřelit projektil vážící 7000 kg o délce 7,8 metru až 39 km daleko.